# Сара Кнаус
Сара ДеРемер Кларк, у шлюбі Кнаус (англ. Sarah DeRemer Knauss; 24 вересня 1880, Голлівуд, Пенсільванія, США — 30 грудня 1999, Аллентаун, Пенсільванія, США) — американська супердовгожителька, вік якої підтверджений Групою геронтологічних досліджень (GRG) та Книгою рекордів Гіннеса. Вважається найстарішою повністю верифікованою жителькою Землі (з 16 квітня 1998 по 30 грудня 1999). Є найстарішою повністю верифікованою людиною, яка коли-небудь жила в США. Займає третє місце в списку найстаріших повністю верифікованих людей в історії (119 років і 97 днів) після француженки Жанни Кальман (122 роки і 164 дні) та японки Танака Кане (119 років і 107 днів). Сара Кнаус є лише другою людиною в історії, яка відсвяткувала 118-ти та 119-річчя.

## Життєпис
Сара ДеРемер Кларк народилась 24 вересня 1880 в невеликому шахтарському селищі Голлівуд, штат Пенсільванія, США, яке зараз є частиною міста Гейзелтон. Її батьками були Волтер і Амелія Кларк. Працювала страховою менеджеркою. У 1901 році одружилася з Абрахамом Лінкольном Кнаусом (1878—1965) і стала домогосподаркою. 
У віці 117 років була визнана найстарішою людиною в світі. Коли родичі розповіли їй про це, Кнаус посміхнулась і сказала: «Ну і що?». Вона померла за 33 години до святкування 2000 року в будинку для людей похилого віку, де жила протягом 9 років.
Сара Кнаус пережила 7 війн за участю США та 23 адміністрації американських президентів (від Гейза Резерфорда до Білла Клінтона).
У її сім'ї також була історія довголіття: її бабуся по батьковій лінії дожила до 98 років, та її двоюрідна сестра Мінні Кресдж (2 жовтня 1893 - 24 лютого 1999) дожила до 105 років. Її єдина донька Кетрін прожила 101 рік, на 5 років переживши матір-супердовгожительку.